# Royal Rumble (2018)
Cet article concerne l'édition 2018 du pay-per-view Royal Rumble. Pour toutes les autres éditions, voir Royal Rumble.
L'édition 2018 du Royal Rumble est une manifestation évènementielle de catch (lutte professionnelle) télédiffusée et visible uniquement en paiement à la séance. Produite par la World Wrestling Entertainment (WWE), cette soirée a eu lieu le 28 janvier 2018 au Wells Fargo Center à Philadelphie, en Pennsylvanie. Il s'agit de la trente-et-unième édition du Royal Rumble, qui fait partie (avec WrestleMania, SummerSlam et les Survivor Series) du « Big Four » à savoir « les Quatre Grands », les quatre plus grands, anciens et prestigieux événements que produit la compagnie chaque année. Brock Lesnar, Braun Strowman et Kane sont mises en vedette de l'affiche officielle de l'évènement.
Six matches, dont quatre mettant en jeu les titres de la fédération, ont été programmés. Chacun d'entre eux est déterminé par des storylines rédigées par les scénaristes de la WWE ; soit par des rivalités survenues avant le pay-per-view, soit par des matches de qualification en cas de rencontre pour un championnat. L'événement a mis en vedette les catcheurs des divisions Raw et SmackDown, toutes deux créées en 2002 lors de la séparation du personnel de la WWE en deux promotions distinctes.
Le main-event de la soirée est le tout premier 30-Women Royal Rumble match, une bataille royale de type Royal Rumble exposant 30 catcheuses durant un combat. La particularité du Royal Rumble Match étant que ces dernières au départ ne sont que deux, et qu'une nouvelle entrante arrive au bout de 90 secondes, et ceci de façon régulière jusqu'à ce que toutes les participantes aient fait leur entrée. Comme pour une bataille royale standard, une candidate est éliminée si, après être passée par-dessus la troisième corde du ring, ses deux pieds touchent le sol. Asuka remporte le match féminin en éliminant Nikki Bella en dernier et obtient un match de championnat pour WrestleMania 34. Le Royal Rumble match masculin voit quant à lui Shinsuke Nakamura remporter le match en éliminant Roman Reigns en dernier. Il a donc le choix d'affronter soit AJ Styles pour le championnat de la WWE, soit Brock Lesnar pour le championnat Universel à WrestleMania . La rencontre pour le championnat de la WWE voit AJ Styles conserver son titre face à Kevin Owens et Sami Zayn dans un 2-on-1 Handicap match et celle pour le championnat Universel voit Brock Lesnar battre Kane et Braun Strowman dans un Triple Threat match.
17 600 personnes ont réservé leur place pour assister au spectacle, tandis que près de 1 000 000 personnes ont suivi la rencontre par pay-per-view. Cette édition du Royal Rumble a reçu des avis plutôt positifs, notamment le Royal Rumble match masculin.

## Contexte
Les spectacles de la World Wrestling Entertainment en paiement à la séance sont constitués de matches aux résultats prédéterminés par les scénaristes de la WWE. Ces rencontres et leur résultat sont justifiées par des storylines — une rivalité entre catcheurs, la plupart du temps — ou par des qualifications survenues dans les émissions de la WWE telles que Raw, SmackDown, NXT et 205 Live. Tous les catcheurs possèdent un gimmick, c'est-à-dire qu'ils incarnent un personnage, gentil ou méchant, qui évolue au fil des rencontres. Un évènement en pay-per-view comme le Royal Rumble est donc un événement tournant pour les différentes storylines en cours.
Comme le veut la tradition depuis la toute première édition de 1988, le pay-per-view comporte un Royal Rumble match en guise de main-event, dont le grand vainqueur obtient une chance pour un match de championnat mondial à WrestleMania 34, l’événement phare de l'année. À la suite du retour de la Brand Extension, une nouvelle stipulation a été ajoutée : Le vainqueur (comme pour les années précédentes) a un match pour le titre mondial de son choix et ce quelle que soit sa division. Pour la première fois de l'histoire, les Superstars féminines de la WWE auront le droit à leur propre Royal Rumble match.

### Royal Rumble matches

#### Masculin
Lors de l'épisode de Raw du 18 décembre 2017, Elias annonce qu'il participera au Royal Rumble match. Il est le premier catcheur a annoncer publiquement sa participation. Le 26 décembre, à SmackDown, Randy Orton et Shinsuke Nakamura annoncent à leur tour leur participation au match. Ils sont les deux premiers de la division SmackDown. John Cena annonce sa participation via Twitter le 1er janvier 2018, soit la première participation du lutteur vedette à un Royal Rumble Match depuis l'édition 2013. Lors de l'épisode de Raw du même jour, c'est Finn Bálor qui s'annonce à son tour, suivi par Baron Corbin à SmackDown le lendemain. La semaine suivante, Matt Hardy, Bray Wyatt, Rusev et Aiden English annoncent à leur tour leur participation,,. Le 15 janvier, Titus O'Neil et Apollo Crews sont les nouveaux catcheurs à annoncer leur entrée dans le match, puis The Miz le 22 janvier. Enfin, à SmackDown le 23 janvier, Tye Dillinger et les membres du New Day (Kofi Kingston, Big E et Xavier Woods) annoncent leur participation.
Samoa Joe, qui devait initialement participer au match, y a été retiré à la suite d'une blessure au pied survenue le 8 janvier, lors d'un match face à Rhyno.

#### Féminin
Le 18 décembre 2017, la commissionnaire de Raw, Stephanie McMahon, prononce un discours sur la « révolution féminine » de la WWE, retraçant les derniers grandes étapes réalisées par la division féminine lors des années précédentes. Elle termine en annonçant qu'au Royal Rumble aura lieu le tout premier 30 Women's Royal Rumble match et que la gagnante aura le droit à une chance pour le championnat féminin de Raw ou de SmackDown à WrestleMania 34. 
Le lendemain de cette annonce, à SmackDown, Naomi est la première à valider sa participation pour le Women's Royal Rumble match. Asuka annonce sa participation à Raw le 25 décembre, suivie par Ruby Riott et Natalya le lendemain à SmackDown,,. Le 1er janvier 2018 à Raw, Bayley, Sasha Banks ainsi que les deux membres de l'Absolution Mandy Rose et Sonya Deville, annoncent toutes quatre leur entrée dans le Royal Rumble match, suivies par Carmella, Lana, Liv Morgan, Sarah Logan et Tamina Snuka le lendemain. Nia Jax et Mickie James l'annoncent le 8 janvier, Becky Lynch le 9 janvier et Dana Brooke le 15,,.
Paige, qui a annoncé sa participation au match le 25 décembre a dû être retirée du match et de prendre sa retraite, le 15 janvier, après une blessure lourde au cou lors d'un match en Exhibition le 27 décembre,. Alicia Fox, qui a elle aussi annoncé sa participation au match, s'est blessée et le général manager de Raw, Kurt Angle, a annoncé via Twitter le retrait de la jeune femme du match.

### Braun Strowman contre Brock Lesnar contre Kane

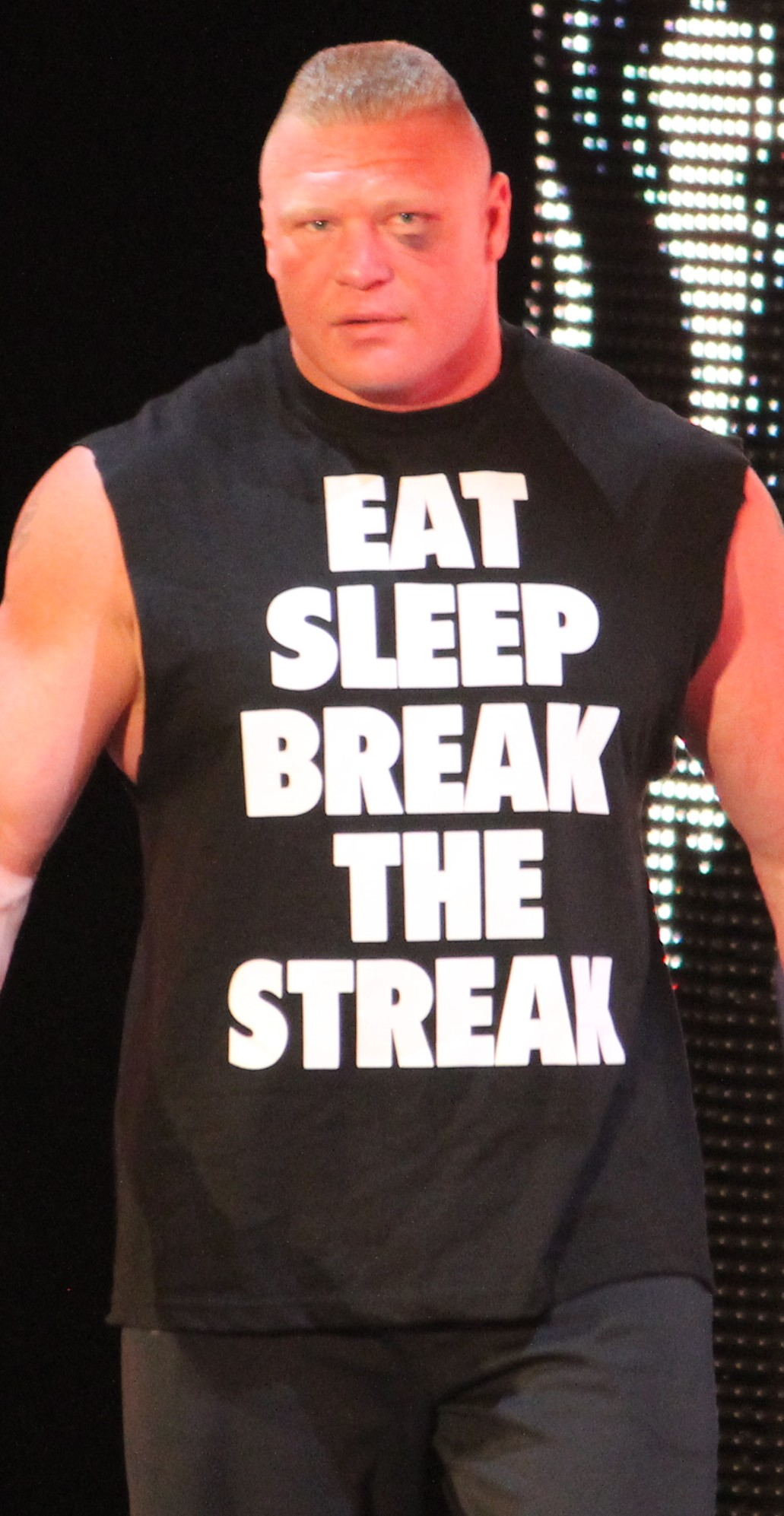
Brock Lesnar défend le championnat Universel dans un Triple Threat match contre Braun Strowman et Kane.

La rivalité (feud) prédominante de la division Raw oppose Brock Lesnar, Braun Strowman et Kane pour l'Universal Championship (le championnat Universel). Le 16 octobre 2017 à Raw, Kane fait son retour durant le Steel Cage match opposant Braun Strowman à Roman Reigns et porte deux Chokeslams et un Tombstone Piledriver à ce dernier. Kane a été ajouté au match opposant Braun Strowman, The Miz, Cesaro et Sheamus au Shield (Dean Ambrose et Seth Rollins) et Kurt Angle à TLC: Tables, Ladders and Chairs, dans l'équipe de Strowman. Durant le match, Kane a frappé accidentellement Strowman  avec une chaise, ce qui a énervé Kane et qui l'a, plus tard, envoyé à l'arrière d'un camion benne. Leur équipe a perdu le match. La rivalité entre les deux catcheurs continuent jusqu'à l'épisode de Raw du 11 décembre où un match est organisé entre Strowman et Kane pour déterminer l'aspirant no 1 au championnat Universel détenu par Brock Lesnar. Le match se termine par un double décompte extérieur. Le général manager a alors décidé que Lesnar défendra son titre contre Strowman et Kane, dans un Triple Threat match, au Royal Rumble.
Le 1er janvier 2018, Kane et Lesnar se sont battus sur le ring, et la semaine suivante, les trois catcheurs se sont battus dans les vestiaires jusqu'à ce que Strowman prenne le dessus sur les deux catcheurs, et, avec l'aide d'un grappin, face tomber un échafaudage sur Kane et Brock Lesnar. La semaine suivante, en raison de ses actions, Strowman a été retiré du match par Angle mais le géant se met en colère et attaque les coulisses. Il passa sa colère sur les personnes passantes et les objets présents en coulisse, notamment en retournant un camion de production. Afin qu'il ne puisse plus faire de dégâts, la commissaire de Raw, Stephanie McMahon, a réembauché Strowman, le réintégrant dans le match à trois pour le championnat Universel au Royal Rumble.

### AJ Styles contre Kevin Owens et Sami Zayn

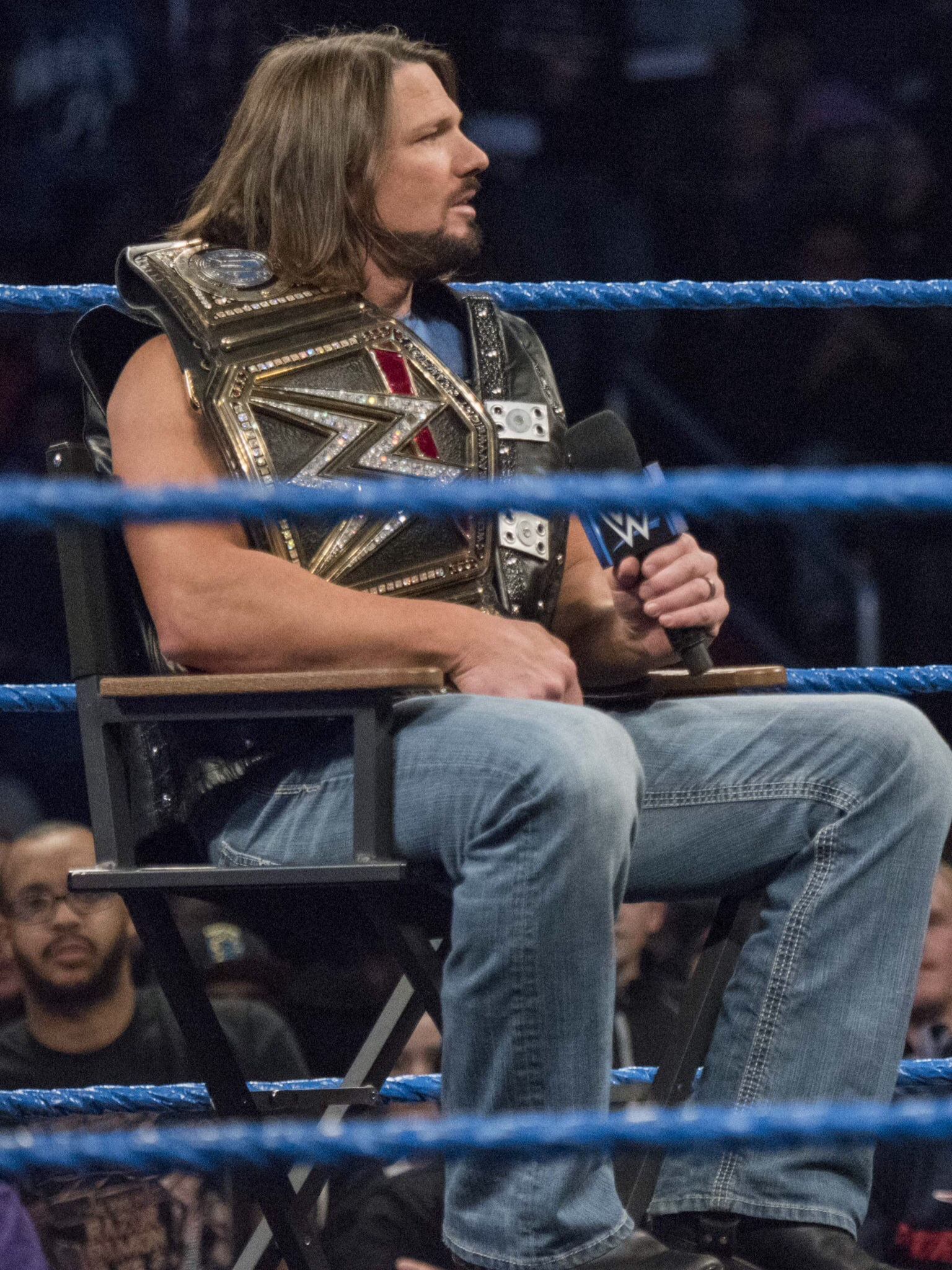
AJ Styles affronte Kevin Owens et Sami Zayn, dans un Handicap match, pour le championnat de la WWE.

La rivalité (feud) prédominante de la division SmackDown oppose AJ Styles à Kevin Owens et Sami Zayn pour le WWE Championship (le championnat de la WWE). À Clash of Champions, le général manager de SmackDown Daniel Bryan et le commissionnaire Shane McMahon ont arbitré le match opposant Kevin Owens et Sami Zayn à Randy Orton et Shinsuke Nakamura. Si Zayn et Owens perdaient le match, ils étaient renvoyés de la WWE. Une controverse a éclaté durant le match lorsque Bryan a compté le tombé rapidement pour Zayn et Owens. Les tensions entre Bryan et McMahon ont continué notamment lors de l'épisode du 26 décembre de SmackDown, lorsque Bryan a programmé un match entre Styles et Owens lors de cette même soirée, à la désapprobation de Shane, qui a estimé que Owens ne devrait pas être avoir un match face au champion de la WWE. À la suite de défaites consécutives, AJ Styles a dit qu'il voudrait affronter Kevin Owens et Sami Zayn dans un Handicap match pour le Royal Rumble.
Le 9 janvier 2018, alors qu'AJ Styles disait qu'il était confiant pour son match au Rumble, Owens et Zayn l'ont interrompu et ont dit qu'ils seraient les premiers co-champions de la WWE. Lors du dernier SmackDown avant le Royal Rumble, Styles a affronté Owens et Zayn dans des matches consécutifs où Shane a menacé que si l'un interférait dans le match de l'autre, cette personne serait renvoyée. Le champion a réussi à battre Kevin Owens lors du premier match grâce au Calf Crusher mais il a cependant perdu lors du second match, face à Sami Zayn.

### Chad Gable & Shelton Benjamin contre The Usos
Lors de l'épisode de SmackDown du 19 décembre, les Usos (Jimmy et Jey Uso) perdent contre Chad Gable et Shelton Benjamin. Lors de l'épisode suivant, soit le 26 décembre, Shelton Benjamin et Chad Gable battent The New Day (Big E, Kofi Kingston et Xavier Woods) et Rusev Day (Rusev et Aiden English) et deviennent les aspirants no 1 au championnat par équipes de SmackDown.
Le 2 janvier 2018, un match pour le titre par équipes est organisé, dans lequel Gable & Benjamin battent les Usos et deviennent champions par équipes. Alors qu'ils célèbrent leurs nouveaux titres, les frères Usos protestent auprès de l'arbitre du match, et un second arbitre arrive des coulisses, afin d'expliquer à son homologue principal que le tombé aurait été réalisé sur le mauvais frère Uso, ce qui invalidait le tombé de la victoire. À la suite de cela, le match est relancé (contre leur gré) et Gable & Benjamin perdent la ceinture qu'ils venaient de remporter. Les Usos redeviennent officiellement champions par équipes.
Le 9 janvier, Chad Gable et Shelton Benjamin viennent réclamer justice, trouvant injuste qu'on leur ait repris les ceintures dans ces conditions, et font rejouer le match par la suite. Gable clame qu'il n'est pas possible moralement d'avoir deux matches à la suite, et de gagner deux fois dans la même soirée. Le général manager Daniel Bryan prend aux mots Gable et annonce qu'au Royal Rumble, les Usos affronteront Chad Gable & Shelton Benjamin pour le SmackDown Tag Team Championship dans un 2 Out of 3 Falls match, un match où le vainqueur est déterminé en 2 victoires, soit deux tombés sur 3 reprises.

### Jason Jordan & Seth Rollins contre The Bar
Le 18 décembre 2017, Dean Ambrose, le partenaire d'équipe de Seth Rollins, avec qui il est champion par équipes, se blesse à la suite de son match contre Samoa Joe. La semaine suivante, le général manager de Raw Kurt Angle annonce que son fils Jason Jordan est le nouveau partenaire de Seth Rollins et qu'ils affronteront The Bar, équipe composée de Cesaro et de Sheamus, pour le Raw Tag Team Championship (le championnat par équipes de Raw). Jordan & Rollins ont battu Cesaro & Sheamus et ont remporté le titre par équipes. Le 1er janvier, Jason Jordan a battu Cesaro, et la semaine suivante Cesaro & Sheamus ont demandé un match revanche contre l'équipe championne à Kurt Angle. Ce dernier a programmé le match pour le Royal Rumble. Le 15 janvier, Jordan a fait une distraction, permettant à l'équipe Titus Worldwide (Apollo Crews et Titus O'Neil) de battre Cesaro & Sheamus. Seth Rollins désapprouve cette action, n'aimant pas que Jordan agit seul. Cesaro & Sheamus ont essayé de rendre la pareille pendant le match entre Rollins et Finn Bálor mais cela se retournera contre Rollins, Cesaro & Sheamus se sont battus avec Luke Gallows et Karl Anderson qui étaient aux abords du ring. Lors du Raw spécial des 25 ans, à l'occasion d'un Peep Show présenté par Christian où les invités étaient Jason Jordan & Seth Rollins, Cesaro & Sheamus ont attaqué leur équipe rivale et Rollins a frappé accidentellement Jordan avec un coup de genou qui était destiné à Cesaro.

### Matches annulés
Deux matches avaient été annoncé pour le pay-per-view mais ont été annulés.
Le premier est la finale du tournoi pour le United States Championship (le championnat des États-Unis) alors vacant. Initialement prévu pour le PPV, la présence du match lors du spectacle a été débattue le 16 janvier à SmackDown en raison d'un problème de timing. Finalement, Bobby Roode a battu Jinder Mahal le soir-même et y est devenu le nouveau champion.
Le second est le match pour le Cruiserweight Championship (le championnat des poids-moyens) entre le champion Enzo Amore et Cedric Alexander. Enzo Amore a été suspendu par la WWE le 22 janvier en raison d'allégations de harcèlement sexuel et d'agression sexuelle, et le match a été annulé. Amore a été licencié le lendemain,. Le nouveau général manager de 205 Live, Drake Maverick, a annoncé la tenue d'un tournoi pour couronner le nouveau champion des poids-moyens, dont la finale aura lieu à WrestleMania 34.

## Déroulement du spectacle

### Pré-show
Généralement, avant que la diffusion d'un spectacle de catch au grand public ne démarre, et ce quel qu'en soit le gabarit, la fédération organisatrice met en place un ou plusieurs matchs non télévisés destinés à chauffer le public et le remercier de sa présence physique à l'évènement. Trois matches ont eu lieu durant le "pré-show" du Royal Rumble 2018. 
1. Le premier est un match par équipe de six hommes avec d'une part l'équipe composée de Kalisto, Gran Metalik et Lince Dorado, et de l'autre celle composée de TJP, Jack Gallagher et Drew Gulak. Le combat est remporté par l'équipe des luchadores grâce à un Salida Del Sol de Kalisto sur TJP. Le match a duré treize minutes et vingt secondes.
2. Le deuxième combat est un match par équipes entre The Club, composée de Luke Gallows et de Karl Anderson, et The Revival, composée de Dash Wilder et Scott Dawson. Ces derniers remportent le match lorsque Wilder a frappé Anderson sur sa jambe blessé et a fait le tombé gagnant. Le match a duré neuf minutes et dix secondes.
3. Le troisième et dernier combat du "pré-show" est un Open-challenge de Bobby Roode pour le championnat des États-Unis. Mojo Rawley répond à ce défi, mais malgré ça, Roode remporte le match via son Glorious DDT. Le match a duré sept minutes et quarante-cinq secondes[44],[45].

### Matches préliminaires

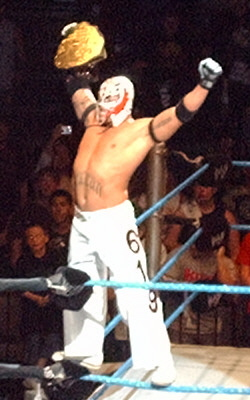
Rey Mysterio fait son retour durant le Royal Rumble.

Le match d'ouverture du spectacle est le match Handicap 1 vs. 2 pour le championnat de la WWE. Le champion AJ Styles affronte Kevin Owens et son partenaire Sami Zayn. Kevin Owens débute pour passer de suite le relais à Sami Zayn. Ce dernier fait mine de vouloir se battre mais redonne le tag à son partenaire. Une épreuve s'engage mais Styles prend l’avantage en frappant son adversaire au visage. Zayn rentre sur le ring, le champion tente un Roll-up pour le compte de deux. Owens entre de nouveau sur le ring et se prend un Headscissors de AJ Styles. Owens refait le tag à Zayn et fait un collier arrière au champion. AJ reprend des forces et effectue un Standing dropkick sur son adversaire et fait le tombé pour le compte de deux. Owens entre sur le ring, frappe le champion au visage et l'emmène dans un coin du ring pour le frapper. Il refait le tag à Sami Zayn qui frappe Styles au sol. Il lui fait plusieurs Atemi que Styles lui rend. Zayn tente le tombé, mais Styles se relève juste avant le compte de trois. Au tour d'Owens de rentrer sur le ring mais se fait surprendre par un aveuglement et un Atemi. Owens se relève, bloque AJ Styles dans un coin, le met sur ses épaules et le fait tomber tête première sur le sol pour tenter le tombé. Owens tente un étranglement au sol. Styles arrive à se relever et esquive une Cannonbal d'Owens ; ce dernier passe le relais à Sami Zayn. Le champion bloque une tentative de Tornado DDT puis le frappe au visage dans un coin du ring. AJ lui fait des coups de tête puis fait un Hurricanrana des cordes. Relais d'Owens que Styles surprend avec un Pelé Kick. Sami Zayn tente un Helluva Kick qu'AJ contre pour lui porter un Moonsault avec un DDT du haut de la seconde corde. Owens revient et porte au champion une planchette japonaise ; AJ porte de suite un Hurricanrana à Zayn. Styles applique ensuite un Calf Crusher sur Owens mais Zayn casse la prise. AJ se fait surprendre par un Roll-up pour le compte de deux. Styles contre une ruade d'Owens pour l'envoyer percuter le poteau, l'épaule la première. Styles contre un Blue Thunder Bomb puis repousse Owens dans les cordes avec un coup de coude. Alors que l'arbitre a le dos tourné, Owens en profite pour porter un High Kick. Zayn enchaîne avec un Blue Thunder Bomb. Zayn monte sur les cordes mais Styles le pousse et le fait tomber la tête dans le coin. Zayn contre une ruade de AJ, ce dernier enchaîne avec un Phenomenal Forearm sur Zayn pour le compte de deux. Zayn et Styles s'enchaînent des coups, le champion retient son adversaire pour l'empêcher de faire le tag et le fait passer par-dessus la troisième corde. Entretemps, Owens a pris le relais et porte un Superkick ; le champion contre une tentative de Pop-up Powerbomb et fait le tombé pour la victoire. AJ Styles conserve le championnat de la WWE. Le match a duré quinze minutes et cinquante-cinq secondes,.
Le deuxième combat de la soirée est un match par équipes où les Usos (Jey & Jimmy), les champions par équipes de SmackDown, défendent leurs ceintures contre Chad Gable et Shelton Benjamin, dans un Two Out of Three Falls match , match où l'équipe gagnante est la première qui parvient à effectuer deux tombés ou soumissions durant le match. Shelton Benjamin débute face à Jey Uso et prend l’avantage. Chad Gable prend le relais ; Jey fait le tag à Jimmy qui aide son frère à se libérer de l'emprise de Gable. Alors que les frères Usos menacent Gable d'un double Superkick, Gable quitte le ring. De retour sur le ring, il attrape la jambe de Jimmy. Ce dernier fait casser la prise de soumission en rejoignant le coin du ring. Il esquive une attaque de Chad Gable pour lui porter des Atemi. Chad Gable balance Jimmy dans les cordes mais il le contre avec un uppercut puis fait le tombé pour le compte de deux. Relais de Shelton Benjamin qui esquive un coup du champion alors qu'il n'est pas encore rentré sur le ring. Gable frappe Jimmy Uso à l'arrière de la cuisse et Benjamin frappe la jambe de Jimmy contre le poteau dans la foulée. Shelton relève son adversaire et le frappe à la jambe pour l'amener au sol ; il tente le tombé mais Jimmy se dégage au compte de deux. Relais de Chad Gable qui s'acharne sur la jambe du champion et tente encore le tombé, toujours un échec. Un travail d'équipe est fait entre les deux compères qui ne cessent de s'attaquer à la jambe blessé de Jimmy Uso. Ce dernier revient avec des Atemi mais Chad revient s'attaquer à la jambe de Jimmy pour reprendre l'avantage et le couvrir pour le compte de deux. Relais de Benjamin, les aspirants font une prise en équipe à Jimmy Uso et Shelton va frapper Jey Uso qui était dans les cordes. Échangent de coups entre Benjamin et Uso, ce dernier exécute un Jumping Enzuigiri. Relais de Jey qui prend l'avantage sur Shelton avant de virer Chad de son coin. Shelton se dégage d'une tentative de Samoan Drop. Relais de Gable que Jey fait passer par-dessus la troisième corde avec un coup de la corde à linge. Il saut ensuite sur ses deux adversaires. Jey remonte Gable sur le ring et lui fait High Crossbody et tente le tombé pour le compte de deux. Jey porte un Running Back Butt. Il tente un Victory roll pour le compte de deux. Benjamin donne un coup de genou à Jey et Gable enchaîne avec un Roll-up pour le compte de deux. Gable tente une Tiger suplex. Relais de Shelton, Chad Gable monte sur la troisième corde pour porter un Missile dropkick sur Jimmy. Benjamin envoie Jey sur son frère dans le coin du ring grâce à une Buckle Bomb. Shelton fait un Paydirt sur Jey pour le compte de deux. Benjamin vire Jey du ring et fait le tag à Chad Gable qui fait un Moonsault sur les champions en dehors du ring. Chad Gable fait remonter Jimmy sur le ring alors que c'est Jey l'homme légal. Ce dernier lui porte un Superkick. Jimmy fait aussi un Superkick sur Shelton et Jey porte une Superfly splash sur Gable pour le compte de deux. Relais de Jimmy, les Usos montent chacun à un coin mais Benjamin vire Jey de son coin pour le faire retomber à l'extérieur du ring. Jimmy saut par-dessus Shelton et lui fait un Superkick. Gable applique une clé articulaire dans les cordes à Jimmy. Alors que Gable tente un Victory roll sur Jimmy, Jey prend le relais. Superkick "en sandwich" des frères sur Gable pour que Jey fasse le compte de trois et remporte la première manche. Benjamin l'envoie, épaule la première, dans le poteau. Les deux hommes s'en prennent à Jimmy à l'extérieur du ring et ils lui portent une Powerbomb en parallèle d'un Bulldog. Sur le ring, Gable fait le relais à Benjamin qui se fait surprendre par un petit paquet pour remporter la seconde manche et le match, et ainsi conserver le championnat par équipes de SmackDown. Le combat a duré treize minutes et cinquante-cinq secondes,.

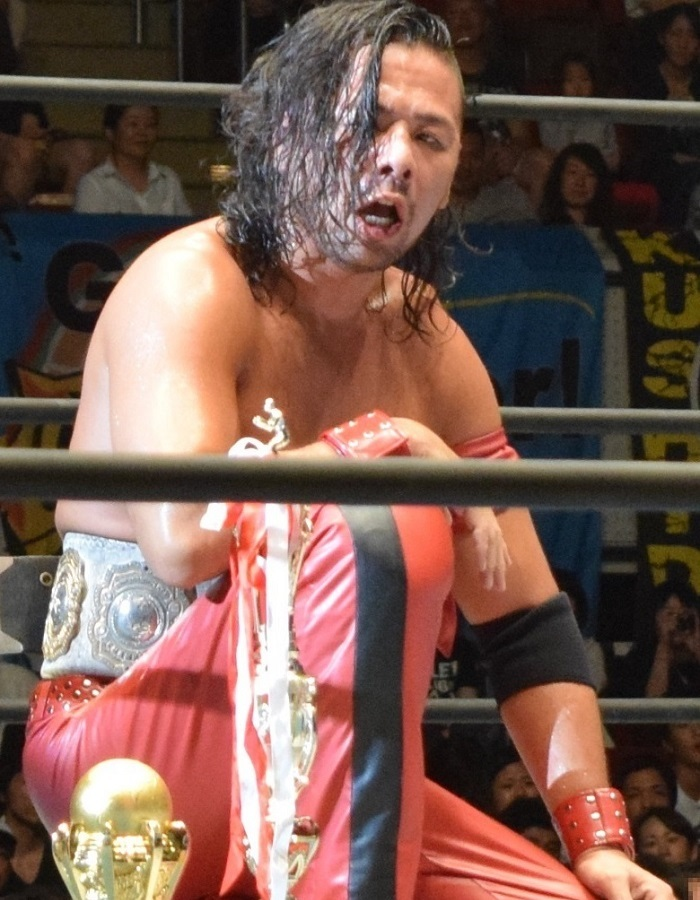
Shinsuke Nakamura, le vainqueur du Royal Rumble masculin.

Le match suivant est un match par équipes pour le Raw Tag Team Championship (le championnat par équipes de Raw) entre les champions en titre Seth Rollins & Jason Jordan et les aspirants no 1 Cesaro et Sheamus. Seth Rollins débute face à Cesaro qui prend l'avantage en lui malmenant le bras. Les deux s'échangent des prises, Rollins semble prendre l'avantage en lui faisant un Headscissors et un Dropkick. Relais de Sheamus qui met un coup de coude à Rollins. Ce dernier reprend l'avantage grâce à un Crossbody et le frappe au sol. Rollins lui met un Atemi, tente de faire le tag à Jordan mais ce dernier se fait déconcentrer par Cesaro et ne peut pas faire le relais à Rollins. Ça permet à Sheamus de reprendre le dessus sur son adversaire, l'envoyer dans un coin et faire le tag à Cesaro. Les deux catcheurs font une prise à deux. Sheamus entre de nouveau sur le ring et envoie deux coups de pied en arrière, tente le tombé mais Rollins se dégage au compte de deux. Rollins tente une nouvelle fois de faire le tag à Jason Jordan mais Cesaro attaque ce dernier et l'envoie dans un poteau du ring. Seth Rollins esquive un Brogue Kick de Sheamus qui passe par-dessus la troisième corde. Rollins fait une Suicide dive sur ses deux adversaires. Cesaro & Sheamus s'en prennent à Rollins et l'envoient percuter les barrières de sécurité plusieurs fois. Sheamus remonte Rollins sur le ring et saute du haut de la troisième corde avec un coup de la corde à linge puis tente le tombé pour le compte de deux. Cesaro travaille au sol avec le cou de Rollins. Relais de Sheamus qui, avec Cesaro, fait un double coup de la corde à linge, puis ajoute une descente du genou puis le met sur le rebord du ring mais Rollins le repousse et lui fait un coup de la guillotine et une Springboard Flying Knee. Cesaro fait un coup de la corde à linge à Rollins puis relais de Cesaro qui fait un Diving elbow sur Rollins que Sheamus tient en position de Backbreaker pour le compte de deux. L'Irlandais porte un coup de pied bas et Cesaro couvre Seth Rollins pour le compte de deux. Relais de Sheamus qui fait un Double backbreaker. Cesaro prend de nouveau le relais et provoque Rollins qui est au sol. Le champion le repousse mais Cesaro prend tout de même l'avantage. Sheamus, qui prend le relais, monte sur la troisième corde, mais Rollins que Cesaro soulève se dégage et esquive le saut de l'aspirant qui retombe sur son coéquipier. Rollins esquive une ruade de Sheamus et l'envoie percuter le poteau du ring. Cesaro se rue sur Rollins mais ce dernier l'esquive et l'envoie en dehors du ring. Sheamus repasse le relais à Cesaro mais se fait prendre par un Blockbuster de Rollins. Rollins porte une Suplex sur Cesaro mais ce dernier l'empêche de faire un Falcon Arrow. Seth Rollins rajoute tout de même le Falcon Arrow pour le compte de deux. Rollins fait un Superkick mais Sheamus casse le tombé. Ce dernier frappe Rollins au sol puis prend le relais. Sheamus assoit Rollins dans un coin et l'y rejoint ; Seth Rollins le repousse mais Cesaro intervient. Rollins fait tomber Sheamus puis attrape Cesaro et l'envoie à terre. Seth Rollins lui fait un Frog splash sur les deux. Jason Jordan, qui était sonné durant tout ce temps, reprend le relais mais le redonne tout de suite à Rollins et quitte le coin du ring en se tenant la tête. Rollins tente de repousser ses adversaires avant de se prendre un uppercut par Cesaro. Rollins le repousse en lui faisant un coup de genou mais Sheamus prend le relais et l'aveugle et le surprend avec un Brogue Kick. Relais de Cesaro, Sheamus le met en position de White Noise et Cesaro saut du dessus de la deuxième corde puis fait le tombé de la victoire. Cesaro et Sheamus deviennent les nouveaux champions par équipes de Raw. Le match a duré douze minutes et quarante-neuf secondes,.
Le dernier match préliminaire de la soirée est le match triple menace pour l'Universal Championship (le championnat Universel) entre Brock Lesnar, Braun Strowman et Kane. Dès le début du combat, Lesnar emmène Kane dans un coin pour lui porter des coups de bélier. Braun Strowman surprend les deux catcheurs avec une avalanche puis envoie Lesnar dans le coin opposé pour porter des coups de poing à ses deux adversaires à tour de rôle. Strowman fait un Dropkick au champion et un coup de la corde à linge à Kane. Lesnar revient à la charge, porte Strowman et le met sur ses épaules mais Kane le surprend et lui porte un Chokeslam. Strowman met ensuite Kane dans un coin et lui met des coups de tête avant de le frapper dans un autre coin. Kane l'attrape à la gorge en position de Chokeslam mais Lesnar intervient avec une chaise. Braun Strowman bloque un coup de chaise de Lesnar et l'envoie à terre. Strowman envoie ses deux adversaires en dehors du ring ; il envoie le champion dans les barrières de sécurité et prend un morceau d'escalier en acier pour frapper ses adversaires avec. Le géant va chercher deux tables en dessous du ring et met chacun de ses adversaires dessus ; met il remonte Kane sur le ring, place un table dans le coin avant de frapper Kane au sol. Strowman met la seconde table dans un coin. Kane se relève, l'attrape à la gorge mais Braun le contre et lui porte un Chokeslam et tente le tombé mais Lesnar intervient et le casse. Ce dernier porte trois German suplex à Strowman mais ce dernier le passe à travers une table grâce à une Running powerslam puis fait le tombé mais Kane le casse. Braun tente de soulever Kane qui l'envoie à travers une table posée dans le coin. Kane lui fait un Chokeslam et fait le tombé pour le compte de deux quand Brock intervient et porte un F-5 à Kane. Strowman vire le champion du ring avec une German suplex puis l'envoie une nouvelle fois dans les barrières de sécurité. Il approche Lesnar de la table des commentateurs mais ce dernier le soulève et lui porte un F-5 sur la table des commentateurs. Brock renverse la deuxième table des commentateurs sur Strowman. Kane tente de faire un Chokeslam mais Lesnar le contre et lui fait un F-5 sur la troisième table des commentateurs. Strowman se relève et frappe le champion. Il le met sur le ring et lui fait deux Running powerslams. Alors que Braun allait lui faire un troisième Running powerslam, Kane lui porte des coups de chaise et l'envoie en dehors du ring. Kane tente un Tombstone Piledriver sur Lesnar qui le repousse pour l'envoyer percuter Strowman qui remontait sur le ring. Ce dernier est éjecter du ring, Lesnar en profite et fait un F-5 sur Kane et fait le tombé de la victoire. Brock Lesnar conserve le championnat Universel. Le match a duré dix minutes et cinquante-cinq secondes,.

### Matches de Tête d'Affiche (main events)

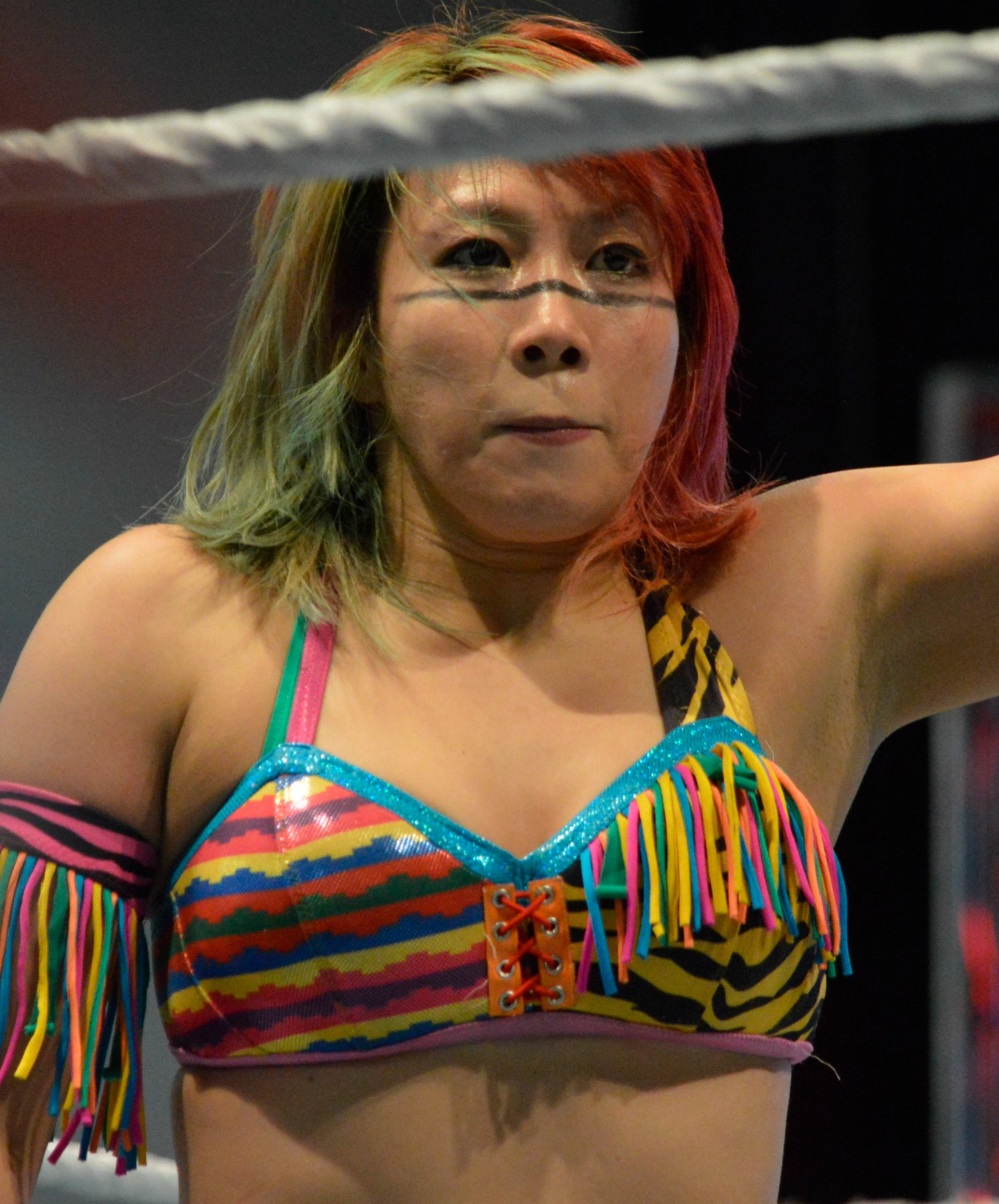
Asuka, la vainqueresse du premier Royal Rumble match féminin.

Le premier match principal (le main event) est le premier Royal Rumble match de la soirée, celui des hommes. Le vainqueur aura un match de championnat pour WrestleMania 34. Rusev et Finn Bálor sont les deux premiers catcheurs du combat. Baron Corbin (le quatrième) a éliminé Rhyno (le troisième) avant de se faire rapidement éliminer par Bálor. Énervé, Corbin a attaqué Bálor, Rusev et Heath Slater qui rentrait en cinquième position, le laissant à terre sur la rampe d'entrée. Le champion de NXT Andrade "Cien" Almas entre en septième position et frappe Slater en passant par la rampe. Tye Dillinger devait être le dixième mais Kevin Owens et Sami Zayn l'attaque ; ainsi, Zayn prend sa place. Sheamus entre en onzième position mais se fait éliminer en deux secondes par Heath Slater, que Sheamus avait fait entrer sur le ring. Shinsuke Nakamura entre en quatorzième position et élimine Zayn. John Cena entre en vingtième position et élimine Elias (le sixième) et The Hurricane (le vingt-et-unième). Adam Cole, catcheur de NXT entre en vingt-troisième position. Randy Orton entre en vingt-quatrième position et fait un RKO sur Almas avant de l'éliminer. Rey Mysterio entre en vingt-septième position et élimine Adam Cole. Roman Reigns entre en vingt-huitième et élimine Titus O'Neil (le vingt-cinquième) et Seth Rollins (le dix-huitième), juste après que les deux aient éliminés The Miz (le vingt-sixième). Dolph Ziggler fait son retour en entrant en trentième position, élimine Goldust, mais se fait éliminer en deux minutes par Finn Bálor. Reigns élimine Orton, Mysterio fait un 619 mais se fait éliminer par Bálor. Bálor, Nakamura, Cena et Reigns sont les quatre derniers. Cena élimine Bálor et se bat avec Nakamura, qui a voulu faire un Kinshasa sur Cena pour l'éliminer. Nakamura attaque Reigns et tente un Kinshasa, cependant, Reigns le contre en Spear. Alors que Reigns tente d'éliminer Nakamura, Nakamura réplique et exécute un Dropkick sur Reigns puis élimine Reigns et remporte pour la première fois de sa carrière le Royal Rumble match. Après le match, Renee Young lui demande qui il va affronter à WrestleMania 34, Nakamura répond AJ Styles et pose dans le ring devant le logo de WrestleMania. Le match a duré une heure, cinq minutes et vingt-sept secondes,.
Le deuxième match principal est le tout premier Royal Rumble match féminin. Sasha Banks et Becky Lynch sont les deux premières participantes du match. Tout au long du match, des anciennes catcheuses de la WWE telles que Lita (la cinquième), Torrie Wilson (la neuvième), Molly Holly (la douzième), Michelle McCool (la quatorzième), Jacqueline (la vingt-et-unième), Kelly Kelly (la dix-neuvième) ou Beth Phoenix (la vingt-quatrième). Deux lutteuses de NXT, Kairi Sane (la sixième) et la championne de NXT Ember Moon (la vingt-troisième) entrent dans le match. Vickie Guerrero entre en seizième position mais se fait éliminer par Sasha Banks, Becky Lynch, Michelle McCool et Ruby Riott. Banks, Asuka (la vingt-cinquième), Nikki et Brie Bella sont les quatre derniers. Banks, Nikki et Brie ont attaqué Asuka, après quoi Nikki et Brie ont éliminé Sasha Banks. Asuka a attaqué Nikki et Brie, mais Nikki a effectué Racj Attack 2.0 sur Asuka et a éliminé Brie. Peu après, Asuka a éliminé Brie et devient la première catcheur à remporter le Royal Rumble match féminin et remporte ainsi un match de championnat pour WrestleMania 34. Le match a duré cinquante-huit minutes et cinquante-sept secondes,. Après le match, Alexa Bliss, championne féminine de Raw, et Charlotte Flair, championne féminine de SmackDown, entrent sur le ring. Avant qu'Asuka ne prenne sa décision pour le titre qu'elle veut défier, elle a été interrompue par l'ancienne championne des poids coqs de l'UFC, Ronda Rousey, confirmant officiellement ses débuts à temps plein à la WWE. Rousey désigne le panneau WrestleMania et offre une poignée de main à Asuka qui la refuse. Rousey a ensuite serré la main de la commissionnaire de Raw, Stephanie McMahon. Rousey portait la veste du regretté « Rowdy » Roddy Piper, son idole d'enfance décédé deux ans plus tôt.

## Tableau des matchs
| Ordre par numéros | Résultat                                                                                        | Stipulation(s) | Temps   |
| --- | ----------------------------------------------------------------------------------------------- | --- | ------- |
| 1P | Lucha House Party (Kalisto, Gran Metalik et Lince Dorado) bat TJP, Drew Gulak et Jack Gallagher | 6-Man Tag Team match | 13:20   |
| 2P | The Revival (Dash Wilder et Scott Dawson) bat The Club (Luke Gallows et Karl Anderson)          | Tag Team match | 09:10   |
| 3P | Bobby Roode (c) bat Mojo Rawley                                                                 | Match simple pour le WWE United States Championship                                                                           | 07:45   |
| 4 | AJ Styles (c) bat Kevin Owens et Sami Zayn                                                      | 1-on-2 Handicap match pour le WWE Championship                                                                                | 15:55   |
| 5 | The Usos (Jimmy et Jey) (c) battent Chad Gable et Shelton Benjamin (2-0)                        | 2 Out of 3 Falls match pour les WWE SmackDown Tag Team Championship                                                           | 13:55   |
| 6 | Shinsuke Nakamura remporte le 30-Men Royal Rumble match en éliminant en dernier Roman Reigns    | 30-Men Royal Rumble match Le gagnant deviendra aspirant n°1 au championnat majeur masculin de son choix à WrestleMania 34.    | 1:05:27 |
| 7 | The Bar (Cesaro et Sheamus) bat Seth Rollins (c) et Jason Jordan (c)                            | Tag Team match pour les WWE Raw Tag Team Championship                                                                         | 12:49   |
| 8 | Brock Lesnar (c) (avec Paul Heyman) bat Braun Strowman et Kane                                  | Triple Threat match pour le WWE Universal Championship                                                                        | 10:55   |
| 9 | Asuka remporte le 30-Women Royal Rumble match en éliminant en dernière Nikki Bella              | 30-Women Royal Rumble match La gagnante deviendra aspirante n°1 au championnat majeur féminin de son choix à WrestleMania 34. | 58:57   |
| La lettre C placée entre parenthèses désigne la personne ou l’équipe championne en titre. P – indique que le match a eu lieu lors du pré-show |                                                                                                 | |         |

### Les participants au Royal Rumble match masculin
participants de Raw,  participants de SmackDown,  participants de NXT,  Free agents appartient a aucun roster,  le vainqueur.
| Numéro | Entrant              | Division   | Ordre d'élimination | Éliminé par                 | Temps | Elimination(s) |
| ------ | -------------------- | ---------- | ------------------- | --------------------------- | ----- | -------------- |
| 1      | Rusev                | SmackDown  | 12                  | Bray Wyatt & Matt Hardy     | 30:28 | 0              |
| 2      | Finn Bálor           | Raw        | 27                  | John Cena                   | 59:02 | 4              |
| 3      | Rhyno                | Raw        | 1                   | Baron Corbin                | 02:06 | 0              |
| 4      | Baron Corbin         | SmackDown  | 2                   | Finn Bálor                  | 01:06 | 1              |
| 5      | Heath Slater         | Raw        | 4                   | Bray Wyatt                  | 00:33 | 1              |
| 6      | Elias                | Raw        | 15                  | John Cena                   | 26:00 | 0              |
| 7      | Andrade "Cien" Almas | NXT        | 18                  | Randy Orton                 | 29:24 | 1              |
| 8      | Bray Wyatt           | Raw        | 13                  | Matt Hardy                  | 20:38 | 2              |
| 9      | Big E                | SmackDown  | 8                   | Jinder Mahal                | 14:14 | 0              |
| 10     | Sami Zayn            | SmackDown  | 5                   | Shinsuke Nakamura           | 06:57 | 0              |
| 11     | Sheamus              | Raw        | 3                   | Heath Slater                | 00:01 | 0              |
| 12     | Xavier Woods         | SmackDown  | 7                   | Jinder Mahal                | 08:24 | 0              |
| 13     | Apollo Crews         | Raw        | 6                   | Cesaro                      | 05:16 | 0              |
| 14     | Shinsuke Nakamura    | SmackDown  | —                   | Vainqueur                   | 44:38 | 3              |
| 15     | Cesaro               | Raw        | 9                   | Seth Rollins                | 05:08 | 1              |
| 16     | Kofi Kingston        | SmackDown  | 11                  | Andrade "Cien" Almas        | 05:41 | 1              |
| 17     | Jinder Mahal         | SmackDown  | 10                  | Kofi Kingston               | 03:48 | 2              |
| 18     | Seth Rollins         | Raw        | 22                  | Roman Reigns                | 22:01 | 2              |
| 19     | "Woken" Matt Hardy   | Raw        | 14                  | Bray Wyatt                  | 01:17 | 2              |
| 20     | John Cena            | Free agent | 28                  | Shinsuke Nakamura           | 29:14 | 3              |
| 21     | The Hurricane        | Free agent | 16                  | John Cena                   | 00:45 | 0              |
| 22     | Aiden English        | SmackDown  | 17                  | Finn Bálor                  | 02:16 | 0              |
| 23     | Adam Cole            | NXT        | 19                  | Rey Mysterio                | 06:52 | 0              |
| 24     | Randy Orton(c)       | SmackDown  | 25                  | Roman Reigns                | 13:55 | 1              |
| 25     | Titus O'Neil         | Raw        | 20                  | Roman Reigns                | 06:07 | 0              |
| 26     | The Miz              | Raw        | 21                  | Seth Rollins & Roman Reigns | 05:20 | 0              |
| 27     | Rey Mysterio         | Free agent | 26                  | Finn Bálor                  | 09:39 | 1              |
| 28     | Roman Reigns         | Raw        | 29                  | Shinsuke Nakamura           | 21:52 | 4              |
| 29     | Goldust              | Raw        | 23                  | Dolph Ziggler               | 02:43 | 0              |
| 30     | Dolph Ziggler        | SmackDown  | 24                  | Finn Bálor                  | 02:01 | 1              |

### Les participantes au Royal Rumble match féminin
participante de Raw,  participante de SmackDown,  participante de NXT,  Free agent appartenant a aucun roster (ou au Hall Of Fame),  la vainqueuse. 
| Numéro | Entrante        | Division     | Ordre d'élimination | Éliminée par                                                    | Temps | Elimination(s) |
| ------ | --------------- | ------------ | ------------------- | --------------------------------------------------------------- | ----- | -------------- |
| 1      | Sasha Banks     | Raw          | 27                  | Nikki Bella & Brie Bella                                        | 54:46 | 3              |
| 2      | Becky Lynch     | SmackDown    | 14                  | Ruby Riott                                                      | 30:54 | 2              |
| 3      | Sarah Logan     | SmackDown    | 7                   | Molly Holly                                                     | 16:30 | 0              |
| 4      | Mandy Rose      | Raw          | 1                   | Lita                                                            | 03:52 | 0              |
| 5      | Lita            | Hall Of Fame | 3                   | Becky Lynch                                                     | 05:51 | 2              |
| 6      | Kairi Sane      | NXT          | 4                   | Dana Brooke                                                     | 04:49 | 0              |
| 7      | Tamina          | SmackDown    | 2                   | Lita                                                            | 01:34 | 0              |
| 8      | Dana Brooke     | Raw          | 5                   | Torrie Wilson                                                   | 02:59 | 1              |
| 9      | Torrie Wilson   | Free agent   | 6                   | Sonya Deville                                                   | 03:04 | 1              |
| 10     | Sonya Deville   | Raw          | 8                   | Michelle McCool                                                 | 06:41 | 1              |
| 11     | Liv Morgan      | SmackDown    | 9                   | Michelle McCool                                                 | 05:12 | 0              |
| 12     | Molly Holly     | Free agent   | 10                  | Michelle McCool                                                 | 04:04 | 1              |
| 13     | Lana            | SmackDown    | 11                  | Michelle McCool                                                 | 02:54 | 0              |
| 14     | Michelle McCool | Free agent   | 13                  | Natalya                                                         | 08:38 | 5              |
| 15     | Ruby Riott      | SmackDown    | 17                  | Nia Jax                                                         | 11:32 | 2              |
| 16     | Vickie Guerrero | Free agent   | 12                  | Sasha Banks, Becky Lynch, Michelle McCool & Ruby Riott          | 00:57 | 0              |
| 17     | Carmella        | SmackDown    | 21                  | Nikki Bella                                                     | 18:45 | 0              |
| 18     | Natalya         | SmackDown    | 25                  | Trish Stratus                                                   | 25:34 | 3              |
| 19     | Kelly Kelly     | Free agent   | 16                  | Nia Jax                                                         | 05:02 | 0              |
| 20     | Naomi           | SmackDown    | 18                  | Nia Jax                                                         | 06:49 | 0              |
| 21     | Jacqueline      | Hall Of Fame | 15                  | Nia Jax                                                         | 01:52 | 0              |
| 22     | Nia Jax         | Raw          | 23                  | Natalya, Bayley, Asuka, Nikki Bella, Brie Bella & Trish Stratus | 17:56 | 4              |
| 23     | Ember Moon      | NXT          | 20                  | Asuka                                                           | 06:14 | 0              |
| 24     | Beth Phoenix    | Hall Of Fame | 19                  | Natalya                                                         | 02:22 | 0              |
| 25     | Asuka           | Raw          | —                   | Vainqueur                                                       | 19:41 | 3              |
| 26     | Mickie James    | Raw          | 22                  | Trish Stratus                                                   | 08:24 | 0              |
| 27     | Nikki Bella     | Free agent   | 29                  | Asuka                                                           | 16:30 | 4              |
| 28     | Brie Bella      | Free agent   | 28                  | Nikki Bella                                                     | 11:58 | 2              |
| 29     | Bayley          | Raw          | 24                  | Sasha Banks                                                     | 05:04 | 1              |
| 30     | Trish Stratus   | Hall Of Fame | 26                  | Sasha Banks                                                     | 05:36 | 3              |

## Conséquences

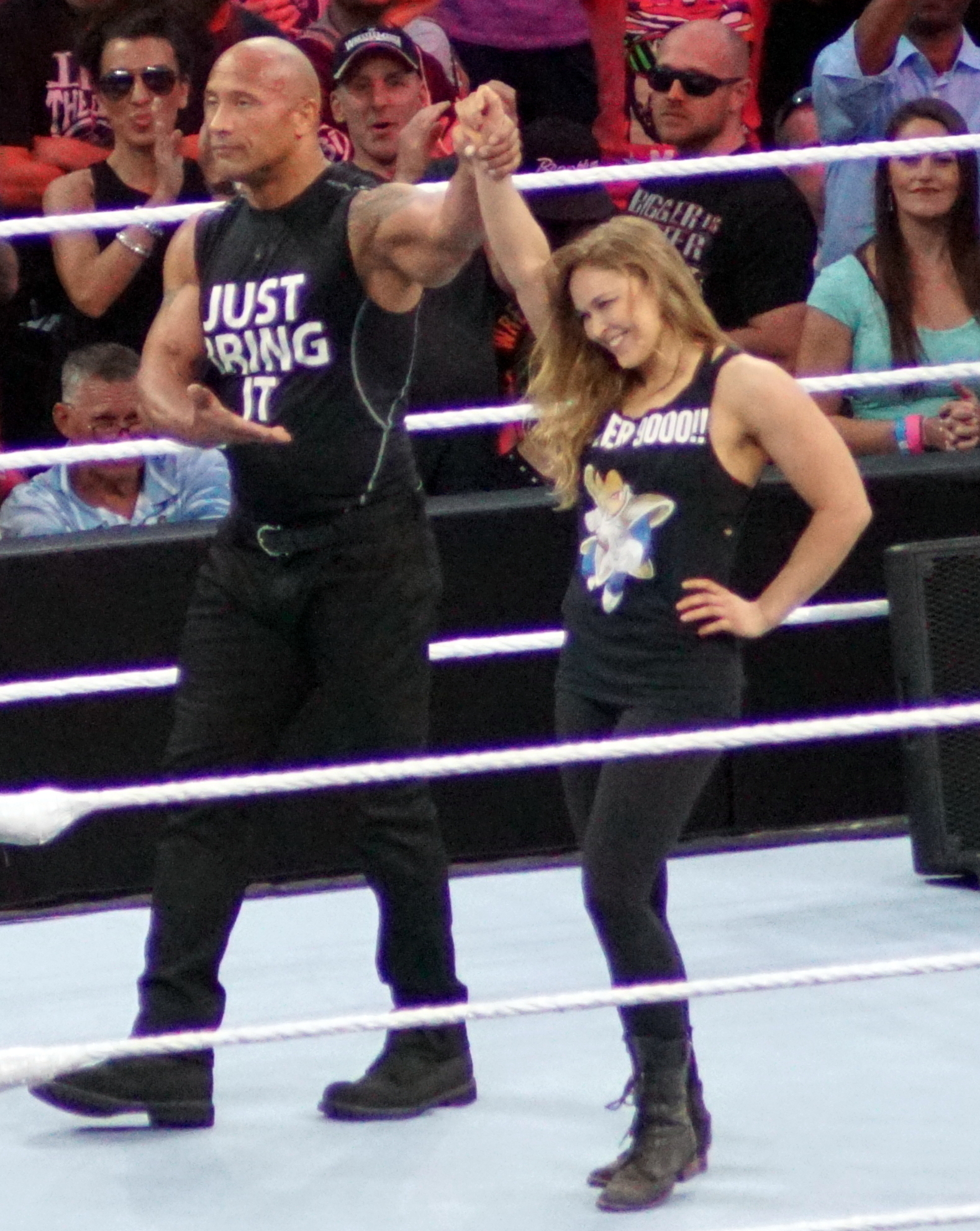
Ronda Rousey va signer son contrat lors du pay-per-view Elimination Chamber.

Lors de l'épisode de Raw du 29 janvier 2018, Stephanie McMahon revient sur le Royal Rumble match féminin et sur l’arrivée de Ronda Rousey. Stephanie McMahon a demandé à Asuka, la gagnante du Royal Rumble match, d'attendre après le prochain pay-per-view pour décider qui elle va affronter à la trente-quatrième édition de WrestleMania. En effet, McMahon annonce la mise en place du tout premier match de la chambre d'élimination où Alexa Bliss défendra son championnat féminin contre Sasha Banks, Bayley, Mickie James, Sonya Deville et  Mandy Rose . Un match pour le prochain événement payant a été programmé entre Asuka et Nia Jax, si cette dernière gagne, elle aura un combat à WrestleMania contre Alexa Bliss. À Raw le 12 février, il a été annoncé que la signature de contrat de Ronda Rousey aura lieu à Elimination Chamber.
À la suite de la décision de Shinsuke Nakamura d'affronter AJ Styles pour le championnat de la WWE à WrestleMania et de rester à SmackDown, le général manager de Raw, Kurt Angle, a programmé un match de la chambre d'élimination lors de l'événement éponyme pour déterminer qui affronterait Brock Lesnar pour le championnat Universel à WrestleMania. Six matches de qualification ont eu lieu au cours des prochaines semaines. Braun Strowman et Kane se sont affrontés dans un match du dernier homme debout, que Strowman a remporté pour se qualifier.  Dans les autres matches de qualification, Elias a battu Matt Hardy à la suite d'une distraction de Bray Wyatt, John Cena a battu Finn Bálor pour se qualifier lui aussi. Le semaine suivante, Roman Reigns a battu Bray Wyatt, le champion Intercontinental The Miz bat Apollo Crews. La semaine suivante, Finn Bálor et Seth Rollins remportent tous les deux un Fatal Five Way match de seconde chance pour pouvoir avoir une place dans le match. C'est le tout premier match de la chambre d'élimination avec sept participants.
Les nouveaux champions par équipes de Raw, Cesaro et Sheamus, ont défendu leurs titres contre Titus Worldwide (Titus O'Neil et Apollo Crews) alors qu'ils avaient battu Cesaro et Sheamus deux semaines de suite avant le Royal Rumble. Les champions ont conservé leurs titres. La semaine suivante, Jason Jordan et Seth Rollins auraient dû avoir un match revanche mais Jordan s'est blessé et a été remplacé par Roman Reigns. Jordan fait perdre l'équipe de Rollins & Reigns par disqualification.
À 205 Live, Drake Maverick a été nommé général manager de 205 Live. Il a annoncé qu'il y aurait un tournoi de 16 catcheurs pour couronner le nouveau champion des poids-moyens, la finale aura lieu à WrestleMania.
Lors de l'épisode de SmackDown du 30 janvier 2018, Shinsuke Nakamura a célébré sa victoire et a déclaré qu'il deviendrait le nouveau champion de la WWE à WrestleMania 34. Il a été interrompu par Kevin Owens et Sami Zayn, qui ont dit qu'ils devraient être les co-champions de la WWE, mais à cause d'une erreur d'arbitrage, ils ne le sont pas. Le champion de la WWE AJ Styles est arrivé et a dit qu'Owens et Zayn pourraient toujours se plaindre, il n'y aura pas, selon lui, d'autres matches, et le match pour WrestleMania sera bien contre Shinsuke Nakamura. Daniel Bryan, le général manager, a officialisé un match par équipes entre Nakamura & Styles et Owens & Zayn. Pendant le match, il y a eu des tensions entre Owens et Zayn car Bryan les a aussi programmés pour s'affronter la semaine suivante afin de déterminer l'aspirant no 1 du championnat de la WWE à Fastlane,. Le match de championnat de Fastlane est finalement devenu un combat à cinq avec le rajout de Baron Corbin et de Dolph Ziggler.
Kofi Kingston, Jinder Mahal, Zack Ryder et Rusev se sont affrontés pour déterminer qui sera l'adversaire de Bobby Roode pour le championnat des États-Unis, combat remporté par Rusev, mais il n'a pas réussi à remporter le titre. 
Du côté de la division féminine, la championne féminine de SmackDown, Charlotte Flair, a fait l'éloge du tout premier Royal Rumble féminin, mais aurait voulu y participer. Elle a parlé des débuts de Ronda Rousey et s'est demandé qui serait son adversaire à WrestleMania 34. Les membres du Riott Squad l'ont interrompu et l'ont attaqué. Carmella a alors tenté d'encaisser sa mallette du Money in the Bank sur la championne, mais n'a pas pu le faire car elle a accidentellement assommé l'arbitre avant que la cloche ne sonne.

## Accueil critique
Nick Tylwalk, rédacteur du Canadian Online Explorer a décrit le Royal Rumble match comme étant « bien travaillé », mais que « le match ne se trouvait pas à sa place sur la carte ». Il a dit que « la victoire de Shinsuke Nakamura a tué la foule et que les deux matches de titres qui ont suivi ont été silencieux ». Dave Meltzer du Wrestling Observer Newsletter juge le Royal Rumble masculin comme étant « très amusant » puis son homologue féminin comme étant un combat dont la première partie « était mauvaise », mais que la fin « rattrape le match et est très bonne ».

## Jeu Vidéo
WWE 2K18